# Wereldbeker noordse combinatie 2015/2016
De wereldbeker noordse combinatie 2015/2016 (officieel: FIS Nordic Combined World Cup presented by Viessmann) ging van start op 28 november 2015 in het Finse Kuusamo en eindigde op 6 maart 2016 in het Duitse Schonach.
De FIS organiseerde enkel een wereldbeker voor mannen. De Duitser Eric Frenzel won net als vorig seizoen de algemene wereldbeker. 

## Uitslagen

### Kalender
| Datum                  | Plaats        | Detail             | Eerste                                                     | Tweede                                                            | Derde                                                                        |
| ---------------------- | ------------- | ------------------ | ---------------------------------------------------------- | ----------------------------------------------------------------- | ---------------------------------------------------------------------------- |
| 28/11/2015             | Kuusamo       | HS142 + 10 km      | Afgelast                                                   | Afgelast                                                          | Afgelast                                                                     |
| 29/11/2015             | Kuusamo       | HS142 + 10 km      | Afgelast                                                   | Afgelast                                                          | Afgelast                                                                     |
| 05/12/2015             | Lillehammer   | HS138 + 10 km      | Fabian Rießle                                              | Akito Watabe                                                      | Ilkka Herola                                                                 |
| 06/12/2015             | Lillehammer   | HS138 + 10 km      | Magnus Krog                                                | Fabian Rießle                                                     | Lukas Klapfer                                                                |
| 19/12/2015             | Ramsau        | HS98 + 10 km       | Magnus Moan                                                | Magnus Krog                                                       | Jarl Magnus Riiber                                                           |
| 20/12/2015             | Ramsau        | HS98 + 10 km       | Eric Frenzel                                               | Jarl Magnus Riiber                                                | Manuel Faißt                                                                 |
| 02/01/2016             | Klingenthal   | HS140 + 10 km      | Afgelast                                                   | Afgelast                                                          | Afgelast                                                                     |
| 03/01/2016             | Klingenthal   | HS106 + 10 km      | Afgelast                                                   | Afgelast                                                          | Afgelast                                                                     |
| 09/01/2016             | Schonach      | HS106 + 10 km      | Afgelast                                                   | Afgelast                                                          | Afgelast                                                                     |
| 10/01/2016             | Schonach      | HS106 + 4 × 5 km   | Afgelast                                                   | Afgelast                                                          | Afgelast                                                                     |
| 23/01/2016             | Chaux-Neuve   | HS118 + 10 km      | Eric Frenzel                                               | Bernhard Gruber                                                   | Akito Watabe                                                                 |
| 24/01/2016             | Chaux-Neuve   | HS118 + 10 km      | Fabian Rießle                                              | Eric Frenzel                                                      | Akito Watabe                                                                 |
| Nordic Combined Triple |               |                    |                                                            |                                                                   |                                                                              |
| 29/01/2016             | Seefeld       | HS109 + 5 km       | Eric Frenzel                                               | Akito Watabe                                                      | Fabian Rießle                                                                |
| 30/01/2016             | Seefeld       | HS109 + 10 km      | Eric Frenzel                                               | Akito Watabe                                                      | Fabian Rießle                                                                |
| 31/01/2016             | Seefeld       | HS109 + 15 km      | Eric Frenzel                                               | Akito Watabe                                                      | Fabian Rießle                                                                |
| 06/02/2016             | Oslo          | HS134 + 10 km      | Jarl Magnus Riiber                                         | Akito Watabe                                                      | Eric Frenzel                                                                 |
| 09/02/2016             | Trondheim     | HS134 + 10 km      | Jørgen Gråbak                                              | Eric Frenzel                                                      | Jarl Magnus Riiber                                                           |
| 10/02/2016             | Trondheim     | HS134 + 10 km      | Eric Frenzel                                               | Akito Watabe                                                      | Jørgen Gråbak                                                                |
| 19/02/2016             | Lahti         | HS130 + 10 km      | Eric Frenzel                                               | Akito Watabe                                                      | Jan Schmid                                                                   |
| 20/02/2016             | Lahti         | HS130 + 2 × 7,5 km | Duitsland I Johannes Rydzek Fabian Rießle                  | Oostenrijk I Lukas Klapfer Bernhard Gruber                        | Duitsland II Tino Edelmann Manuel Faißt                                      |
| 21/02/2016             | Lahti         | HS130 + 10 km      | Fabian Rießle                                              | Eric Frenzel                                                      | Akito Watabe                                                                 |
| 23/02/2016             | Kuopio        | HS127 + 10 km      | Johannes Rydzek                                            | Akito Watabe                                                      | Wilhelm Denifl                                                               |
| 26/02/2016             | Val di Fiemme | HS134 + 2 × 7,5 km | Noorwegen I Magnus Krog Jørgen Gråbak                      | Duitsland I Tobias Haug Tino Edelmann                             | Frankrijk I François Braud Maxime Laheurte                                   |
| 27/02/2016             | Val di Fiemme | HS134 + 10 km      | Bernhard Gruber                                            | Eric Frenzel                                                      | Jørgen Gråbak                                                                |
| 28/02/2016             | Val di Fiemme | HS134 + 10 km      | Magnus Krog                                                | Jørgen Gråbak                                                     | Fabian Rießle                                                                |
| 05/03/2016             | Schonach      | HS106 + 4 x 5 km   | Noorwegen Magnus Moan Jan Schmid Magnus Krog Jørgen Gråbak | Duitsland Manuel Faißt Eric Frenzel Johannes Rydzek Fabian Rießle | Oostenrijk Bernhard Gruber Bernhard Flaschberger Lukas Klapfer Philipp Orter |
| 06/03/2016             | Schonach      | HS106 + 10 km      | Eric Frenzel                                               | Jan Schmid                                                        | Akito Watabe                                                                 |
| 06/03/2016             | Schonach      | HS106 + 15 km      | Jørgen Gråbak                                              | Fabian Rießle                                                     | Lukas Klapfer                                                                |

### Eindstanden
| Algemene wereldbeker        | Algemene wereldbeker | Algemene wereldbeker | Algemene wereldbeker |
| #                           | Atleet               | Land                 | Punten               |
| --------------------------- | -------------------- | -------------------- | -------------------- |
| 1                           | Eric Frenzel         | GER                  | 1389                 |
| 2                           | Akito Watabe         | JPN                  | 1070                 |
| 3                           | Fabian Rießle        | GER                  | 1064                 |
| 4                           | Jørgen Gråbak        | NOR                  | 908                  |
| 5                           | Johannes Rydzek      | GER                  | 685                  |
| 6                           | Magnus Krog          | NOR                  | 666                  |
| 7                           | Bernhard Gruber      | AUT                  | 618                  |
| 8                           | Jan Schmid           | NOR                  | 595                  |
| 9                           | Lukas Klapfer        | AUT                  | 577                  |
| 10                          | Ilkka Herola         | FIN                  | 473                  |
| Eindstand na 19 wedstrijden |                      |                      |                      |

| Landenklassement            | Landenklassement | Landenklassement |
| #                           | Land             | Punten           |
| --------------------------- | ---------------- | ---------------- |
| 1                           | Duitsland        | 4662             |
| 2                           | Noorwegen        | 4317             |
| 3                           | Oostenrijk       | 3019             |
| 4                           | Japan            | 1858             |
| 5                           | Frankrijk        | 1100             |
| 6                           | Finland          | 606              |
| 7                           | Italië           | 558              |
| 8                           | Verenigde Staten | 440              |
| 9                           | Tsjechië         | 289              |
| 10                          | Zwitserland      | 158              |
| Eindstand na 22 wedstrijden |                  |                  |

| Prijzengeld                 | Prijzengeld        | Prijzengeld | Prijzengeld |
| #                           | Atleet             | Land        | CHF         |
| --------------------------- | ------------------ | ----------- | ----------- |
| 1                           | Eric Frenzel       | GER         | 102.700     |
| 2                           | Fabian Rießle      | GER         | 74.840      |
| 3                           | Akito Watabe       | JPN         | 71.720      |
| 4                           | Jørgen Gråbak      | NOR         | 63.460      |
| 5                           | Magnus Krog        | NOR         | 46.690      |
| 6                           | Johannes Rydzek    | GER         | 39.610      |
| 7                           | Bernhard Gruber    | AUT         | 37.325      |
| 8                           | Jan Schmid         | NOR         | 31.730      |
| 9                           | Lukas Klapfer      | AUT         | 29.550      |
| 10                          | Jarl Magnus Riiber | NOR         | 24.750      |
| Eindstand na 22 wedstrijden |                    |             |             |

## Organisatie
De organisatie (Austria Ski Nordic Veranstaltungsgesellschaft m.b.H.) van de wereldbeker Noordse Combinatie van 18.12.2015 t/m 20.12.2015 in Ramsau am Dachstein ontving in 2015 een subsidie van € 51.000 van de deelstaat Stiermarken. Daarnaast ontving de organisatie in 2016 nog eens € 49.950 subsidie vanuit dezelfde deelstaat.